# Ромка, Фомка и Артос
«Ромка, Фомка и Артос» — советский трёхсерийный мультфильм, снятый на Свердловской киностудии по мотивам повести-сказки К. Лагунова «Ромка-рамазан» о приключениях трёх собак.
- Фильм 1 — 1987 — 10 мин 02 с. — сценарист А. Минаев
- Фильм 2 — 1988 — 9 мин 58 с — сценарист Михаил Липскеров
- Фильм 3 — 1989 — 10 мин — сценарист Александр Розин

## Сюжет
Мультфильм повествует о том, как три собаки с кличками Ромка, Фомка и Артос отправились на поиски хозяина Ромки.

### Фильм первый
Жил в одном городе геолог Степан Иванович, и был у него молодой пёсик Ромка. Ромка очень любил своего хозяина, и тот платил псу тем же. Однажды Степан Иванович собираться в очередную экспедицию, на Север, Ромка надеялся поехать с ним, но тот решает оставить его дома со своим племянником Витей. В первый же день Витя принёс магнитофон и вздумал дрессировать Ромку под музыку, что только доводит пса до головокружения. Ромка случайно роняет с дивана магнитофон. Вернувшийся с прогулки Витя, сердится на Ромку и выгоняет его из дома. Ромка решает пойти за хозяином на Север, взяв с собой глобус, а друзья его — Фомка и Артос — отправились с ним.
Не успев далеко отойти, пёсикам на пути встречается страшное чудовище — Клык-Клык Грумбумбес, но Ромка с друзьями успешно скрывается от него, забежав в тёмную лесную чащу.

### Фильм второй
Грумбумбес жил на волшебном острове, которым правил кот-волшебник, который заманивал на него собак. Кот приказывает своему слуге поскулить погромче и пожалобней и предупреждает его: если на остров ступит нога человека — колдовство развеется.
Слышав скулеж, Ромка с Фомкой и с Артосом, поспешили на помощь и очутились на острове, который называется «Спи-Ешь-Пей», где повсюду росли и появлялись сами собой различные лакомства для собак.
В серии изменена внешность Грумбумбеса.

### Фильм третий
Кот имел на весь собачий род большой «зуб» за то, что собаки когда-то гоняли его. И вот теперь, став единоличным владельцем заколдованного острова, Кот заманивал на него собак и, из-за изобилия лакомств и спокойного сна, собаки обленились лишались главных собачьих характеристик: верности и храбрости. Ромка с друзьями вступают в противостояние с хозяевами острова, в ходе которого упускают глобус. В самый отчаянный момент, Степан Иванович с напарниками находят глобус и ступают на остров — колдовство исчезает. Кошачьи владенья обращаются в руины, заколдованные собаки вновь обретают свой прежний вид и настолько запугивают Грумбумбеса, что тот превращается в ящерицу и сбегает. Хозяева и главные герои вновь воссоединяются.

## Съёмочная группа
| кинорежиссёр              | Галина Тургенева                                         |
| сценаристы                | А. Минаев (1), Михаил Липскеров (2), Александр Розин (3) |
| кинооператор              | Валентин Баженов                                         |
| композитор                | Владислав Казенин                                        |
| звукооператор             | Л. Ерыкалова                                             |
| художники по куклам       | Н. Павлов, Е. Тедер, Н. Малюкова, Е. Павлова             |
| художники мультипликаторы | В. Баженов, Т. Мухлынина                                 |
| директор кинокартины      | В. Хижнякова                                             |